# パタヤ・ユナイテッドFC
パタヤ・ユナイテッドFC（タイ語: สโมสรฟุตบอลพัทยา ยูไนเต็ด, 英語: Pattaya United F.C.）は、タイのチョンブリー県パタヤをホームタウンとしていたサッカークラブ。サムットプラーカーン・シティFCの前身にあたる。

## 歴史
- 2007年まで - チョンブリー県シーラーチャーのバンプラがスポンサーにつき、コーク・バンプラ・チョンブリーFCが誕生する。

地方リーグで数年を過ごした後、2007年にタイ・プレミアリーグに昇格する。
- 2009年 - 本拠地をパタヤに移転し、名称もパタヤ・ユナイテッドFCと変更する。
- 2018年 - 本拠地をサムットプラーカーン県バーンプリー郡に移転し、サムットプラーカーン・シティFCに改称される。

## 過去の成績
- 2007 タイ・ディヴィジョン1リーグ グループA 2位 (昇格)
- 2008 タイ・プレミアリーグ 11位
- 2009 プレミアリーグ 11位
- 2010 プレミアリーグ 6位
- 2011 プレミアリーグ 4位
- 2012 プレミアリーグ 15位
- 2013 プレミアリーグ 17位 (降格)
- 2014 タイ・ディヴィジョン1リーグ 14位
- 2015 タイ・ディヴィジョン1リーグ 2位 (昇格)
- 2016 タイ・リーグT1 12位
- 2016 タイ・リーグT1 8位
- 2018 タイ・リーグ1 8位

## アジアでの成績
| 年度 | 大会                 | ラウンド   | 国             | クラブ        | ホーム | アウェー | 合計 |
| ---- | -------------------- | ---------- | -------------- | ------------- | ------ | -------- | ---- |
| 2011 | シンガポール・カップ | ラウンド16 | ミャンマーの旗 | Okktha United | 1-2    | 1-2      |      |

## 歴代監督
- Pansak Ketwattha 2008-2009
- Wisoon Wichaya 2009
- Jadet Meelarp 2009
- Thawatchai Damrong-Ongtrakul 2010
- Jatuporn Pramolbal 2011
- Chalermwoot Sa-Ngapol 2011-

## 歴代所属選手
- 明堂和也 2011
- 小川圭佑 2011-2012
- 小澤竜己 2012
- 東風淳 2013-2014
- 杉田祐希也 2016
- キム・テヨン 2017-2018
- 嶺岸光 2018
- カルロン 2018
- ルキアン 2018